# التپکسی
التپکسی (به اسپانیایی: Altepexi) یک منطقهٔ مسکونی در مکزیک است که در پوئبلا واقع شده‌است.